# Paraierxovita
La paraierxovita és un mineral de la classe dels silicats. Rep el nom per la seva relació amb la ierxovita.

## Característiques
La paraierxovita és un silicat de fórmula química Na₃K₃Fe3+₂Si₈O20(OH)₄·4H₂O. Va ser aprovada com a espècie vàlida per l'Associació Mineralògica Internacional l'any 2009. Cristal·litza en el sistema triclínic.
Segons la classificació de Nickel-Strunz, la paraierxovita pertany a «09.DF - Inosilicats amb 2 cadenes múltiples periòdiques» juntament amb els següents minerals: chesterita, clinojimthompsonita, jimthompsonita, ierxovita, tvedalita, bavenita i bigcreekita.
L'exemplar que va servir per a determinar l'espècie, el que es coneix com a material tipus, es troba conservat al Museu Mineralògic Fersmann, de l'Acadèmia de Ciències de Rússia, a Moscou (Rússia), amb el número de registre: 3793.

## Formació i jaciments
Va ser descoberta al mont Iukspor, una muntanya del massís de Khibini, a l'óblast de Múrmansk (Rússia), tractant-se de l'únic indret de tot el planeta on ha estat descrita aquesta espècie mineral.